# Drepanosticta drusilla
Drepanosticta drusilla är en trollsländeart som beskrevs av Maurits Anne Lieftinck 1934. Drepanosticta drusilla ingår i släktet Drepanosticta och familjen Platystictidae. Inga underarter finns listade i Catalogue of Life.